# لويزا هال
لويزا هال (بالإنجليزية: Louisa Hall) (4 يونيو 1982، فيلادلفيا في الولايات المتحدة)؛ روائية أمريكية.

## روابط خارجية
- لويزا هال على موقع SquashInfo.com (الإنجليزية)